# Многоступенчатая антифрикционная сейсмическая изоляция

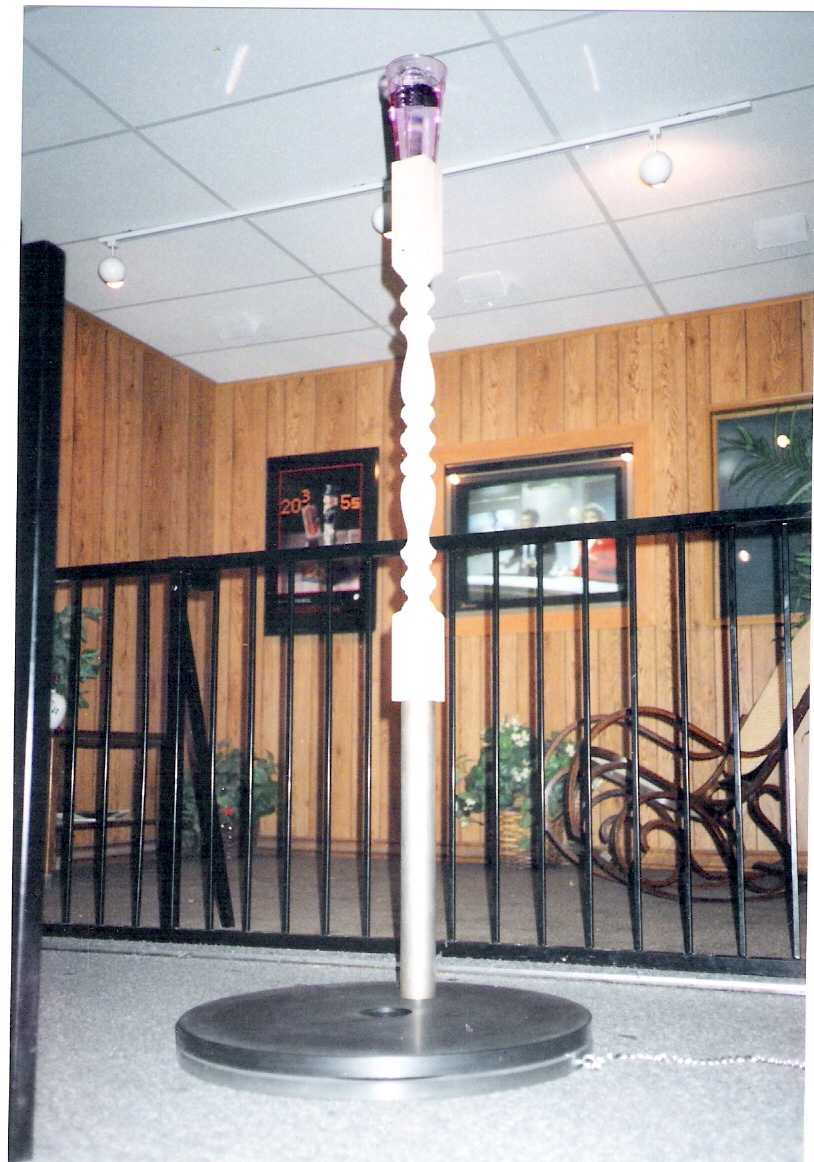
Многоступенчатая антифрикционная сейсмическая изоляция Shock Evader в действии на сейсмоплатформе в музее, Лос-Анджелес.

Многоступенчатая антифрикционная сейсмическая изоляция — пассивная система уменьшения сейсмической нагрузки на здания и сооружения.
Любая попытка уменьшить перемещения сооружения относительно его основания с помощью демпфирования неизбежно приводит к дополнительной передаче сейсмической энергии в это сооружение. Устройство многоступенчатой антифрикционной сейсмической изоляции «Shock Evader» включает в себя преимущества мягкой подвески, но избавлено от недостатков обязательного ранее демпфирующего механизма.
Это устройство позволяет:
- Колебаться сооружению практически независимо от основания.
- Предотвращать резонанс сооружения.
- Восстанавливать сооружение в его изначальном положении после прекращения толчков.